# Louvenne
Louvenne est une ancienne commune française située dans le département du Jura en région Bourgogne-Franche-Comté rempli de petites histoires.
Le 1er janvier 2017, elle fusionne avec Bourcia, Saint-Julien et Villechantria pour former la commune nouvelle de Val Suran.

## Politique et administration

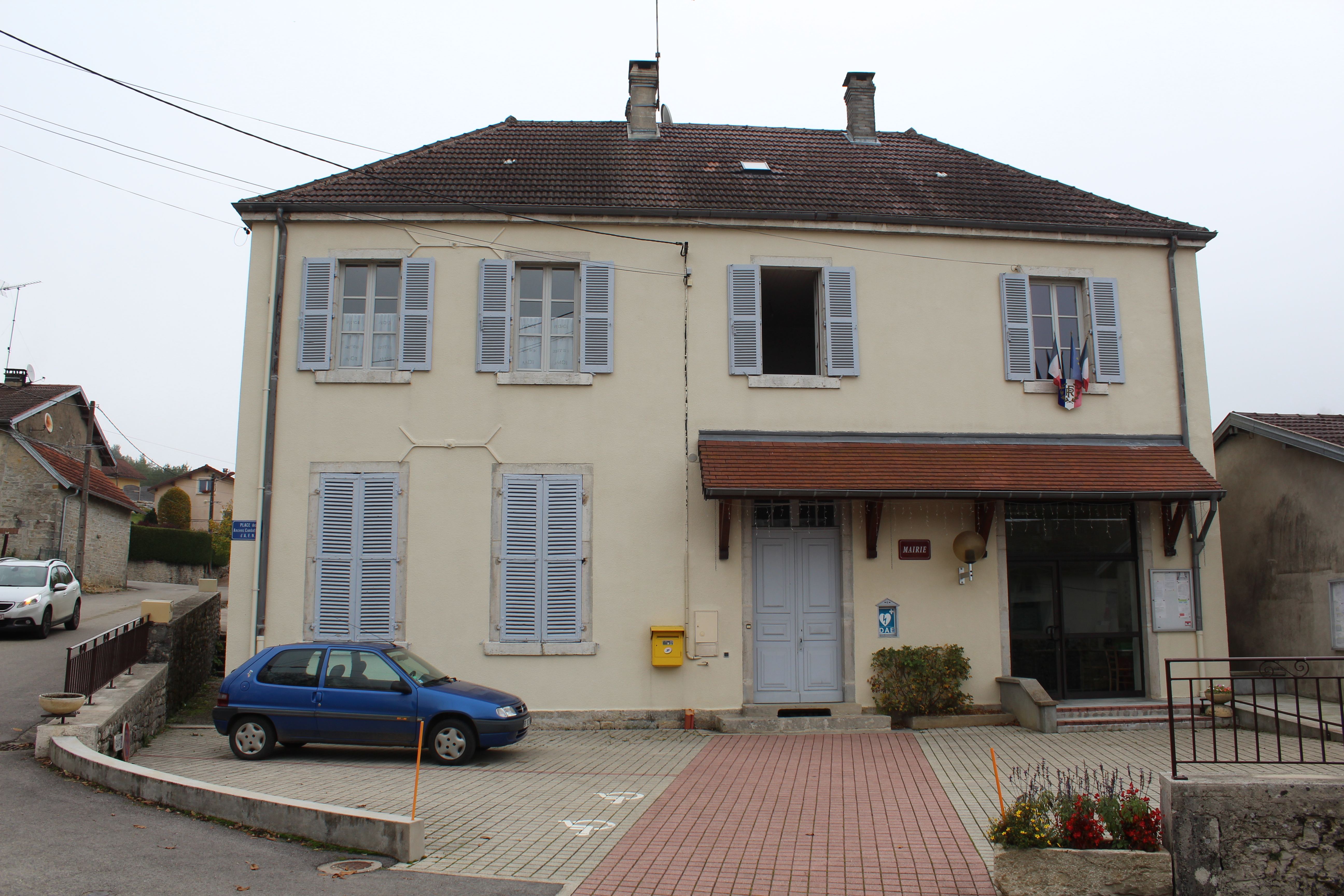
Mairie.

| Période   | Période   | Identité         | Étiquette | Qualité  |
| --------- | --------- | ---------------- | --------- | -------- |
| mars 2001 | mars 2008 | Louis Ioni       | DVD       |          |
| mars 2008 | En cours  | Jean-Louis Bride | DVD       | Retraité |

## Personnalités liées à la commune
Est né en 1933 à Louvenne et y a passé son enfance : Fernand Janet, qui deviendra "maître d'école, gendarme, pilote d'hélicoptère, élu du Jura", pour reprendre le sous-titre de son livre de souvenirs Le singulier parcours d'un enfant de la Petite Montagne, paru en 2019.

## Démographie
L'évolution du nombre d'habitants est connue à travers les recensements de la population effectués dans la commune depuis 1793. À partir du 1er janvier 2009, les populations légales des communes sont publiées annuellement dans le cadre d'un recensement qui repose désormais sur une collecte d'information annuelle, concernant successivement tous les territoires communaux au cours d'une période de cinq ans. 
Pour les communes de moins de 10 000 habitants, une enquête de recensement portant sur toute la population est réalisée tous les cinq ans, les populations légales des années intermédiaires étant quant à elles estimées par interpolation ou extrapolation. Pour la commune, le premier recensement exhaustif entrant dans le cadre du nouveau dispositif a été réalisé en 2007,.
En 2015, la commune comptait 131 habitants, en évolution de −4,38 % par rapport à 2010 (Jura : −0,23 %, France hors Mayotte : +2,49 %).
| 1793 | 1800 | 1806 | 1821 | 1831 | 1836 | 1841 | 1846 | 1851 |
| ---- | ---- | ---- | ---- | ---- | ---- | ---- | ---- | ---- |
| 352  | 257  | 264  | 247  | 436  | 433  | 420  | 405  | 393  |

| 1856 | 1861 | 1866 | 1872 | 1876 | 1881 | 1886 | 1891 | 1896 |
| ---- | ---- | ---- | ---- | ---- | ---- | ---- | ---- | ---- |
| 351  | 360  | 316  | 305  | 316  | 301  | 280  | 268  | 270  |

| 1901 | 1906 | 1911 | 1921 | 1926 | 1931 | 1936 | 1946 | 1954 |
| ---- | ---- | ---- | ---- | ---- | ---- | ---- | ---- | ---- |
| 240  | 231  | 228  | 221  | 226  | 221  | 208  | 192  | 200  |

| 1962 | 1968 | 1975 | 1982 | 1990 | 1999 | 2007 | 2012 | 2014 |
| ---- | ---- | ---- | ---- | ---- | ---- | ---- | ---- | ---- |
| 181  | 154  | 142  | 137  | 122  | 113  | 140  | 137  | 136  |

| 2015 | - | - | - | - | - | - | - | - |
| ---- | - | - | - | - | - | - | - | - |
| 131  | - | - | - | - | - | - | - | - |